# Chiesa dei Santi Quirico e Giulitta (Cargeghe)
La chiesa dei Santi Quirico e Giulitta è un edificio religioso situato a Cargeghe, centro abitato della Sardegna nord-occidentale. Consacrata al culto cattolico è sede dell'omonima parrocchia e fa parte dell'arcidiocesi di Sassari.
Edificata presumibilmente tra il XV e il XVI secolo in stile tardo gotico ha, nel corso dei secoli, subito numerosi ammodernamenti. Alcune delle cappelle laterali conservano ancora le strutture a volta originarie. Il campanile, eretto tra l'Ottocento e il Novecento, colpito per ben due volte dai fulmini, fu riedificato utilizzando materiale asportato dal sito di San Pietro nel quale sussistevano le rovine di una chiesa.
Il campanile fu costruito due volte tra ottocento e novecento (nel 1854 e nel 1905), perché abbattuto da fortunali, fu riedificato utilizzando materiale asportato dal sito di San Pietro dove sussistevano le rovine di una chiesa pare in stile romanico-pisano (fonte canonico Spano). 
Di un certo interesse è la casa parrocchiale, una dimora signorile di probabile origine seicentesca impreziosita da pitture murarie e stucchi settecenteschi che meriterebbero un solerte restauro.

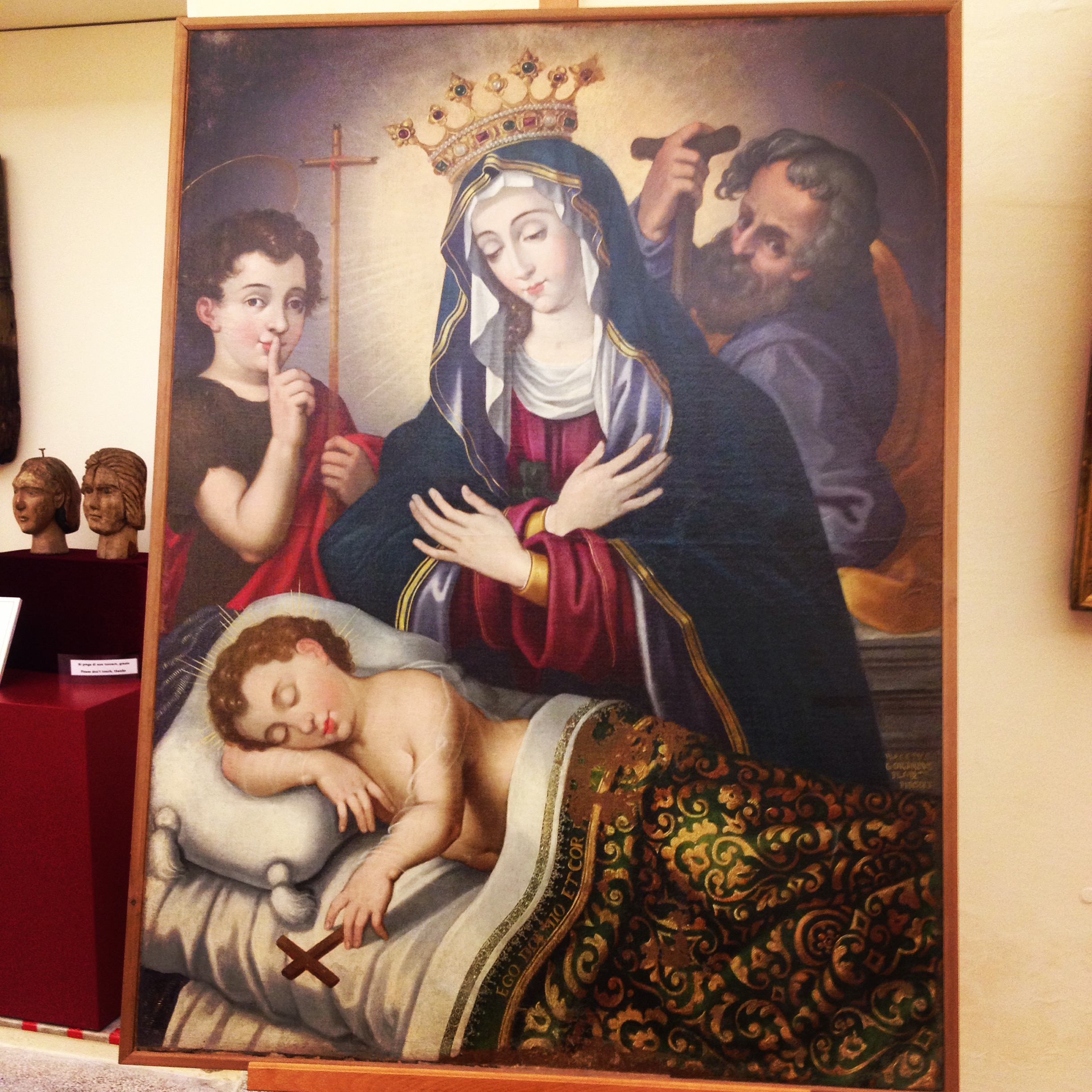
La Sacra Famiglia di Cargeghe

Di particolare pregio sono alcuni dipinti conservati nella chiesa: l'ultima cappella a destra conserva La Sacra Famiglia con San Giovannino (o secondo un'antica tradizione locale Nostra Segnora de sos isconsolados), è opera del pittore fiorentino Baccio Gorini, arrivato in Sardegna nel 1601. La tela, firmata ma non datata, non può quindi essere del 1588 come riportato dalla storiografia locale (data che si riferisce alla costruzione della cappella) ma è databile tra primo e secondo decennio del Seicento e fu presumibilmente commissionata da Giovanni Maria Olmo, sacerdote formatosi a Pisa, rettore della chiesa dal 1586 al 1635 e poi arcivescovo di Bosa. Il dipinto, descritto anche da Antoine-Claude Pasquin detto Valéry, di passaggio a Cargeghe nel 1834, nel suo Voyages en Corse a l'ile d'Elbe, et en Sardaigne, è stato ricollocato dopo il restauro in chiesa il 27 dicembre 2015, dopo essere stata custodita ventiquattro anni dalla Soprintendenza di Sassari. 
Altra opera è Madonna col Bambino in trono e quattro santi dell'inizio del Seicento che presenta elementi stilistici vicini al Gorini, forse da attribuire al pittore pavese Marco Antonio Maderno menzionato nei registri parrocchiali in quegli stessi anni quale destinatario di acune commissioni da parte del rettore Giovanni Maria Olmo.